# Bernhard Rensch
Bernhard Rensch (21 janvier 1900 - 4 avril 1990) est un biologiste allemand principalement connu pour appartenir au petit groupe de scientifiques ayant, au cours des années 1930 et 1940, élaboré la théorie synthétique de l'évolution.

## Biographie
Bernhard Rensch est né à Thale dans la province de Saxe. Il obtient son doctorat de biologie à Halle en 1922 et devient taxinomiste. Il dirige le Département des Mollusques au musée d'histoire naturelle de Berlin entre 1925 et 1937, ainsi que le musée d'histoire naturelle de Münster, dont le nom actuel est « musée westphalien d'Histoire naturelle ». En 1927, il part en expédition à Java et aux îles de la Sonde. Il crée plusieurs distinctions honorifiques, dont la médaille « Darwin-Wallace » de la Linnean Society of London. Ses nombreuses publications finissent par converger avec celles d'autres chercheurs en biologie tels que Dobzhansky, Huxley, Mayr et Simpson, et constituent une référence classique du néo-darwinisme.

## Travaux
Rensch étudie la faune de l'Insulinde du point de vue de la zoogéographie. Il s'intéresse particulièrement à la question de la variation géographique adaptative. Ses recherches sur la spéciation géographique l'ont amené à étudier la mutation génétique et les facteurs naturels qui, ensemble, doivent expliquer la formation des espèces et des sous-espèces (qu'il nomme « races »). Il  forge la notion de « cercle de races » (rassenkreise) pour désigner les espèces composées de plusieurs sous-espèces, ainsi que la notion de « cercle d'espèces » pour qualifier des groupes de populations constituées de plusieurs espèces (renommées plus tard par Mayr « super-espèces »). Ses découvertes anatomiques et embryologiques confortent la théorie de l'évolution et convergent avec les données d'autres biologistes dans d'autres domaines de recherche (Dobzhansky, Huxley, Mayr et Simpson). Il contribue ainsi à l'élaboration de ce qui sera appelé plus tard la théorie synthétique de l'évolution.
Rensch s'est posé la question de savoir si ce modèle explicatif, centré sur la sélection naturelle et les mutations génétiques, était applicable également à la macro-évolution, à une échelle supérieure donc à celle de l'espèce (évolution trans-spécifique). Dans le cadre de ses études sur les « lois de l'évolution », il énumère en 1968 cent « lois » de l'évolution qui doivent expliquer les tendances adaptatives résultant de la sélection naturelle, comme l'augmentation de la taille corporelle ou la forte radiation des formes nouvelles au sein d'une espèce. 
Rensch a par la suite travaillé avec son équipe sur la pensée animale à partir d'expériences conduites notamment avec des chimpanzés. Il a également étudié le polymorphisme génétique de l'Homo sapiens.

## Conceptions philosophiques
L'avènement de la théorie synthétique de l'évolution auquel Bernhard Rensch a contribué s'est accompagné chez lui d'une réflexion philosophique significative. À travers plusieurs essais à caractère philosophique, dont Biophilosophy publié en 1971, Rensch défend une conception moniste et réductionniste du monde associée à une vision panpsychiste de la nature.

### Monisme et réductionnisme

#### Cosmologie
Bernhard Rensch propose une vision du cosmos qui outrepasse largement le cadre de la biologie de l'évolution pour s'étendre à l'ensemble des entités qui peuplent l'univers. Il défend une ontologie unitaire d'après laquelle il n'existe pas de rupture fondamentale au sein du cosmos. L'évolution est quant à elle traversée par une directionnalité qui lie en un tout solidaire l'ensemble des ramifications de la vie. Ainsi, il existe un continuum entre l'homme, le vivant et les entités les plus fines de la matière inorganique . 
Rensch insiste sur cette unité ou homogénéité du vivant :
« Quelle que soit la diversité des formes qui émergent graduellement de cette manière […], les catégories sont toutes des branches du même arbre ancestral. Il est primordial pour nous de saisir ce point si nous voulons nous comprendre nous-mêmes en tant qu'êtres humains. Ce qui est vivant forme une unité qui est homogène par son origine et sa croissance continue. »
Selon Richard Delisle, cette vision unitaire du vivant et du cosmos  s'apparente à celle d'Anaximandre pour lequel le cosmos s'organise autour d'une structure reliant tous les objets et les événements. Étant donné que la causalité est un principe universel qui existe depuis l'origine du monde, l'univers a pour Rensch comme pour Anaximandre une structure causale. Rensch donne une définition minimale de la causalité : « le principe de causalité signifie seulement que rien n'arrive qui n'ait été déterminé par les processus antérieurs ». Comme pour Anaximandre, la nature constitue selon Rensch un système « mécanique » homogène qui englobe tout et qui est fondamentalement régi par une loi universelle. Il entrevoit en ce sens une loi cosmique de la sélection naturelle qui déborde largement la sphère de la biologie pour y inclure également le domaine physico-chimique, plus fondamental :
« Il vaut la peine de se demander si la loi de la sélection biologique n'a pas un champ d'application beaucoup plus large qu'on le croit en général […] La sélection est aussi à l’œuvre lorsque les particules élémentaires se combinent aux antiparticules ou lorsque les atomes et les molécules forment des composés chimiques uniquement avec certains autres avec lesquels ils ont une affinité ou lorsque, dans une solution, seuls les atomes ou les molécules égaux forment un cristal. »
En défendant ainsi l'idée d'une continuité entre toutes les entités de la nature, des plus fondamentales aux plus complexes, Rensch fait du mécanisme physique inhérent aux niveaux inférieurs de la matière un principe universel qui permet – au moins en théorie – d'expliquer l'ensemble des mécanismes existants :
« Les recherches ont permis de relier les processus les plus importants aux mécanismes physiques et chimiques. Nombre de lois et de règles biologiques qui ont été formulées peuvent être interprétées comme des cas spéciaux de la loi générale de cause à effet. »
Cette conception est dite « réductionniste ». Il est en effet possible d'après elle de réduire un très grand nombre d'entités et de lois dans le cosmos à un très petit nombre d'entre elles. Rensch va jusqu'à légitimer la recherche d'une formule mathématique unique (world formula) traduisant l'ensemble des rapports du cosmos. Les entités et les lois « irréductibles » sont quant à elles toutes issues de la sphère physico-chimique.

#### Épistémologie évolutionniste
La conception réductionniste de Rensch a des conséquences sur l'épistémologie évolutionniste : la biologie de l'évolution ne trouve pas sa pleine résolution dans les explications propres à son niveau. L'ensemble de la biologie trouve son fondement explicatif ultime au niveau fondamental de la matière inorganique. On qualifie cette position réductionniste de « physicaliste » puisqu'elle fait de la physique la voie privilégiée pour la compréhension de l'ensemble des phénomènes de l'univers.
Pour expliquer les changements évolutifs dans le cadre du physicalisme, Rensch affirme qu'ils émanent d'une simple accumulation de modifications quantitatives au cours du temps :
« Bon nombre de mutations donnent lieu essentiellement à des différences d'ordre quantitatif […] En ajoutant de tels changements d'ordre purement quantitatif, une structure peut finir par atteindre un autre niveau d'intégration qui se distingue du point de vue qualitatif par de nouveaux caractères ou de nouvelles fonctions. De même, l'intégration du changement purement quantitatif du nombre d'atomes mène à de nouvelles molécules possédant de nouveaux attributs. »
Ainsi, le passage de la matière inorganique à la vie s'inscrit dans la continuité. C'est le modèle « continuiste » du développement ontogénétique – celui des individus de leur naissance à leur mort – qui est alors privilégié par Rensch pour décrire l'évolution. Celle ci doit prendre fin une fois que le programme a épuisé toutes ses ressources.

### Structuralisme et panpsychisme
Rensch adopte une épistémologie de type « structuraliste ». Pour lui, ce que l'on entend par « matière » est essentiellement de nature relationnelle. Il la définit comme un « ensemble de relations » ou comme un « système de rapports soumis à diverses lois ». Si la nature de ces liens nous échappe le plus souvent, c'est parce que nous ne connaissons pas les propriétés inhérentes à la matière primordiale, propriétés qui échappent encore à l'investigation scientifique.  
Rensch avance alors l'idée que l'état primordial de la matière est de nature « énergétique ». Au niveau élémentaire, elle n'est « rien d'autre qu'une condensation des champs énergétiques (ensemble d'ondes). ». Cette nature énergétique est à rapprocher des propriétés psychiques des organismes vivants puisque même « les champs les plus simples d'énergie (les neutrinos, les photons, les quarks, peut-être les gravitons) sont de nature protopsychique ». Pour cette raison, Rensch inscrit au nombre des lois primordiales éternelles la « loi psychique », loi régissant le développement de la conscience dans l'univers. 
D'après Rensch, la conscience existe partout en germe au sein de chaque entité : les molécules chimiques et les atomes, par exemple, possèdent une forme de conscience dont la nature est protopsychique. Cette thèse permet d'expliquer comment la conscience de l'homme et des organismes les plus complexes a pu émerger dans le monde sans que cela implique une nouveauté radicale dans le cours de l'évolution phylogénétique :
« Si l'on suppose que toute la matière possède une nature protopsychique […] alors on peut comprendre le développement phylogénétique des sensations et autres processus mentaux. L'intégration de certains atomes et de molécules complexes dans les neurones tout au long de la phylogénie, puis dans le système nerveux central et le cerveau, a pu produire les processus psychiques. Ces derniers résultent de nouvelles relations systémiques, commençant à l'étape protopsychique des sensations et conduisant à des sensations véritables, à la mémoire et à tous les phénomènes psychiques supérieurs. »
La conscience ne constitue donc pas véritablement une nouveauté ; elle était déjà préexistante au sein de la matière primordiale. La matière a un caractère dual qui, au niveau physico-chimique, en fait à la fois une réalité matérielle et une réalité proto-psychique. Cette dualité est toutefois à nuancer car elle correspond seulement à la façon ambivalente dont la matière se manifeste. Au niveau le plus fondamental, la nature de la matière est dite « neutre ». 
Cette forme de panpsychisme s'appuie sur l'argument de la continuité entre la matière physico-chimique et le cerveau des animaux où se produit la vie psychique. Un cerveau n'est en effet rien d'autre qu'une entité physique composée d'atomes. Rensch identifie alors la matière unique originelle – un simple champ d'énergie – à une propriété proto-psychique qui, automatiquement, se transmettra à toutes les entités du cosmos au cours de l'évolution cosmique.

### Stagnation évolutive, dégénérescence et eugénisme
Rensch affirme que l'évolution cosmique est un processus dont l'aboutissement est l'Homo sapiens : « D'après moi, il est possible de concevoir l'Homo sapiens comme l'étape la plus élevée et la plus extraordinaire de l'intégration de la "matière" [...] ». Ce processus semble prendre fin avec l'homme au niveau phylogénétique :
« L'évolution de l'homme se poursuivra, probablement pas dans la direction qui, par le passé, a mené à l'Homo sapiens. Le corps et le cerveau de celui-ci ne subiront probablement pas d'autre modification puisque l'homme, la créature la plus développée, a atteint apparemment la fin de sa phylogénie. »
Rensch ne soutient pas qu'il n'existe aucune force évolutive en action chez l'homme mais il estime que la principale force évolutive – la sélection naturelle – est désormais trop faible pour maintenir à long terme la tendance du passé qui avait conduit à une augmentation de l'encéphale et des capacités cognitives qui lui sont associées. Pour Rensch, « l'homme du futur ne sera pas le surhomme à la tête surdimensionnée si souvent décrite et caricaturée. ». Au contraire, l'action exercée sur l'homme par la sélection naturelle ayant beaucoup diminué (avec l’avènement de la culture et de la technique), et la mutation accidentelle des gènes ayant été de son côté maintenue, nous devons nous attendre à ce que le bagage héréditaire de l'homme soit en voie de « dégénérescence ».
Pour éviter les conséquences d'une telle dégénérescence (réduction des capacités physiques et mentales, développement des maladies, etc.), Rensch propose un programme eugéniste « prudent » qui, contrairement à celui de ses contemporains Julian Huxley et Theodosius Dobzhansky, ne vise pas spécialement l'amélioration biologique de l'homme : « On pourra peut-être prendre des mesures eugéniques qui s'imposent dans les années à venir pour faire face à cette menace [la dégénérescence]. ». L'eugénisme de Rensch se limite ainsi à une procédure défensive consistant à préserver les acquis génétiques de l'histoire évolutive de l'homme.

### Sources
- Mayr, E., 1992. In memoriam : Bernhard Rensch, 1900-1990. The Auk 109 (1):188 Article